# Куїнон (аеропорт)
Аеропорт Фукат (в'єт. Sân bay Phù Cát), (IATA: UIH, ICAO: VVPC) — в'єтнамський аеропорт спільного базування. Обслуговує комерційні авіаперевезення міста Куїнен. Знаходиться на території повіту Фукат провінції Біньдінь, за 30 кілометрів на північний захід від Куїнена.
Поряд з комерційною діяльністю Аеропорт Фукат використовується для потреб підрозділів Народних Військово-повітряних сил В'єтнаму.

## Історія
Аеропорт Фукат було побудовано у 1966 році під час В'єтнамської війни для потреб авіабази Військово-повітряних сил США. У ході війни аеропорт був одним з головних місць базування підрозділів південнов'єтнамських і північноамериканських військово-повітряних сил.
Після 1975 року Аеропорт Фукат перепыдпорядкувався Військово-повітряним силам В'єтнаму, а через якийсь час став комерційним аеропортом регіонального значення.

## Авіакомпанії й пункти призначення
| Авіакомпанія     | Місто прибуття (аеропорт) |
| ---------------- | ------------------------- |
| Vietnam Airlines | Ханой, Хошимін            |

## Галерея

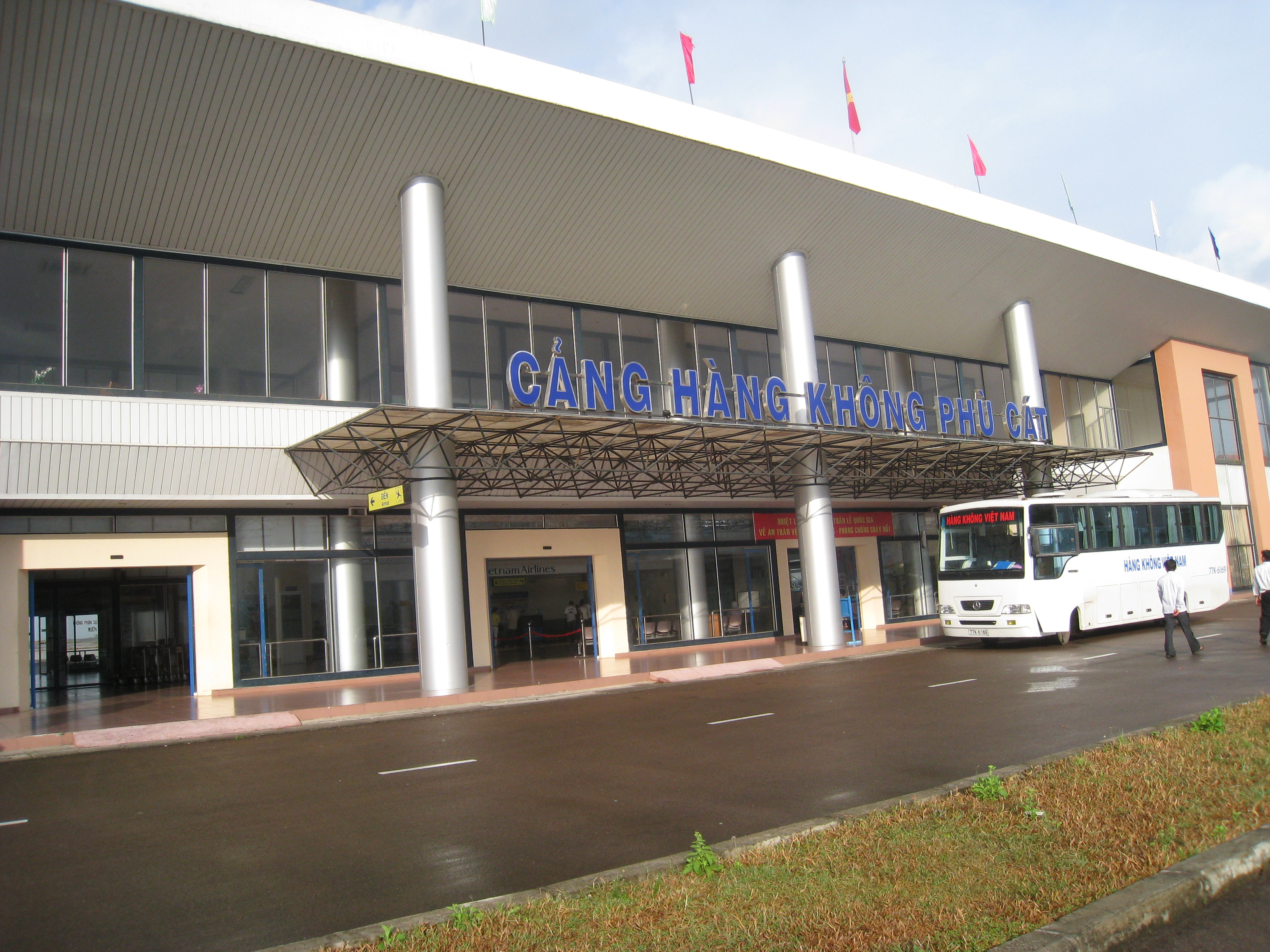
Будівля пасажирського терміналу аеропорту Фукат
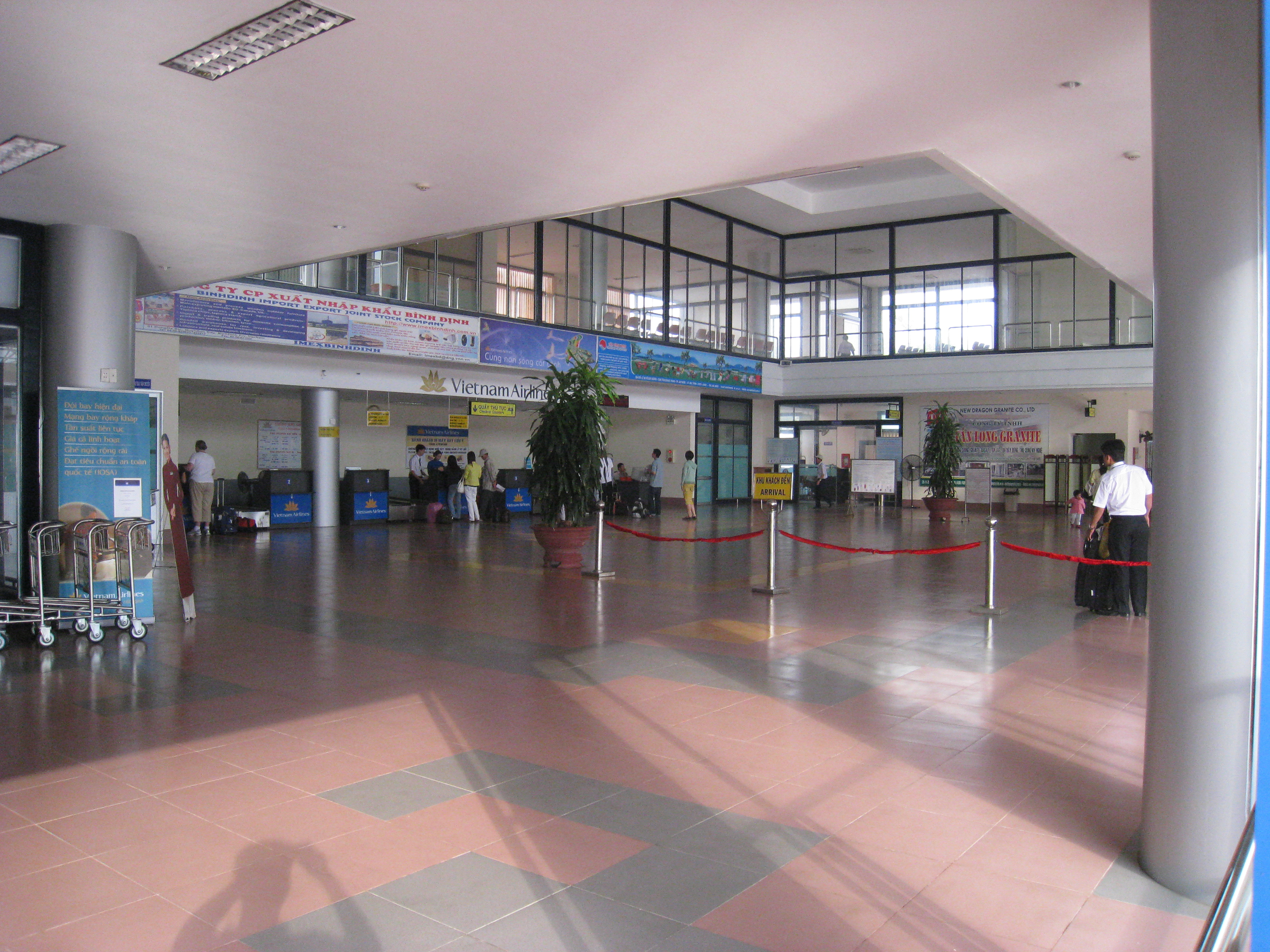
Всередині пасажирського терміналу аеропорту Фукат
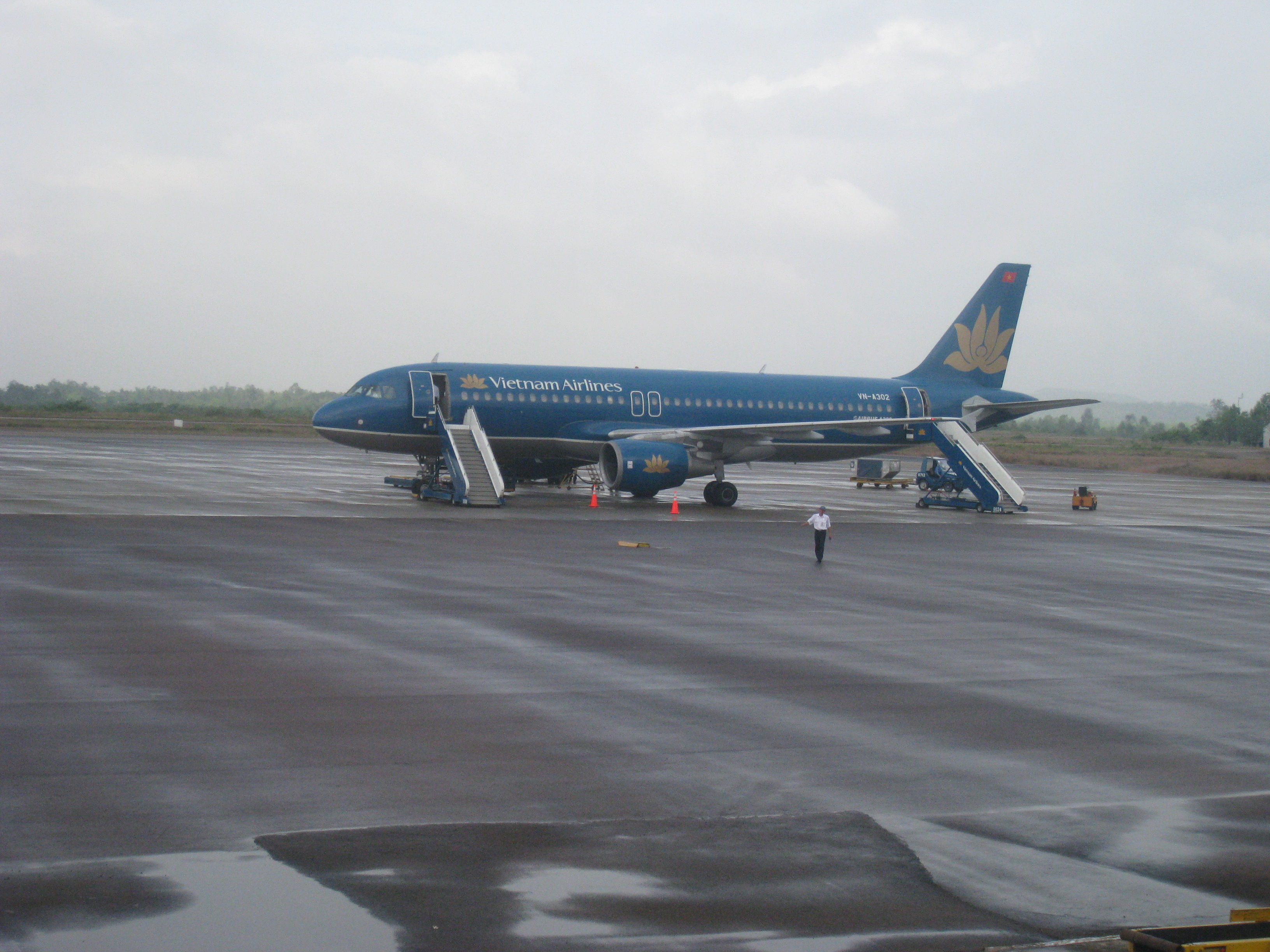
Airbus A320 авіакомпанії Vietnam Airlines в аеропорті Фукат